# Ximo Berenguer
Ximo Berenguer (Picanya, 1946 - Barcelona, 1978) és un personatge de ficció creat per Joan Fontcuberta a mode de hoax.

## Història
Durant el 2017, Joan Fontcuberta va dur a terme un experiment mitjançant el qual va aconseguir enganyar els mitjans de comunicació, inventant la biografia d'un presumpte fotògraf valencià desaparegut que va fer fotos del Molino als anys 70. El 19 de juliol de 2017 ell mateix va declarar "Jo sóc Ximo Berenguer" intentant demostrar "com de difícil és verificar la informació si hi ha hagut una bona feina d'infiltració en diferents mitjans".
Per tal d'aconseguir aquest propòsit i amb l'exposició Fake de teló de fons, Fontcuberta va elaborar el personatge tenint cura de tota mena de detalls, i implicant fins a una vintena de persones i institucions culturals per tal de donar una pàtina de veracitat a la història. Entre els col·laboradors destaquen l'editorial RM, dues galeries d'art de Madrid, el Círculo de Bellas Artes i l'IVAM, que va comprar obra del fotògraf i la va presentar com a autèntica, tot i saber que en realitat era de Fontcuberta.

## Biografia
El personatge representa un membre de la coneguda com Generació canalla, formada per joves creadors valencians que a inicis dels anys 70 es varen establir a Barcelona i contribuïren a la seua efervescència contracultural. Mariscal i Montesol serien dos dels representats més coneguts d'aquest grup.
Ximo Berenguer es va dedicar fonamentalment a la fotografia i, amb menys intensitat, a la música. Com a fotògraf va realitzar reportatges de la vida nocturna barcelonina, de locals com el Bagdad o El Molino, de concerts i actuacions musicals a Zeleste, i de festivals com les Sis Hores de Cançó i Canet Rock.
Vinculat a CCOO, va fotografiar també aspectes de la lluita obrera durant els anys finals de la Dictadura i les grans manifestacions reivindicatives de l'inici de la transició. Destaquen les seues instantànies de la gran concentració de l'11 de setembre de 1976 a Sant Boi. Militant de l'incipient moviment gai, va realitzar també un treball més experimental de nu masculí, amb models que eren actors o ballarins. La seua mort prematura en 1978, precisament tornant de matinada de la tercera edició de Canet Rock, va privar la seua obra d'un major reconeixement.
El 15 de juny de 2017 es va presenta al Cercle de Belles Arts de Madrid la maqueta actualitzada del llibre que el fotògraf valencià hauria preparat l'any 1977 i que, durant més de quatre dècades, hauria quedat sumida en l'oblit.

## Anàlisi
La figura de Berenguer s'inscriu en una línia de treball de Joan Fontcuberta, que analitza la veritat i la mentida. Anteriorment, el mateix Fontcuberta havia creat la biografia d'un fals astronauta, una exposició temporal sobre animals impossibles i fins i tot havia realitzat Tàpies falsos. És a través d'aquest conjunt d'accions i projectes que l'autor analitza els processos d'institucionalització de la veritat i la creació de jerarquies epistemològiques basades en la institució emissora.